# Historia de Microsoft Flight Simulator
Microsoft Flight Simulator comenzó como una serie de artículos sobre gráficos por ordenador, escrita por Bruce Artwick a lo largo de 1976, sobre el uso de simulación de vuelo en gráficos 3D. Cuando el editor de la revista dijo a Artwick que los suscriptores se mostraron interesados en la compra de este tipo de programas, Artwick funda subLOGIC Corporation para comercializar sus ideas.
En un primer momento la nueva empresa vende a través de correo hasta enero de 1980 con el lanzamiento de Flight Simulator para el ordenador Apple II. Poco más tarde, el videojuego comienza a comercializarse para otros sistemas operativos y ordenadores.

## Sublogic FlightSim

### Primera Generación
El simulador original estaba hecho en blanco y negro, presentaba un paisaje muy limitado que consta de 36 fichas (en un 6 por 6 patrón, lo que equivale a unos cientos de kilómetros cuadrados), y proporcionó una simulación muy básica (con solo un avión simulado). A pesar de esto, terminó siendo una de las más populares aplicaciones de Apple II de principios de los años ochenta.
El simulador más tarde fue portado a la TRS-80 Modelo I, que solo poseía rudimentarias capacidades gráficas.
Más tarde subLOGIC lanzó al mercado versiones actualizadas de simulador de vuelo para el Apple II y TRS-80. Las actualizaciones incluyen un mayor terreno, ayuda, etc.

### Segunda generación
Con el lanzamiento del Simulador de Vuelo superior para PC, subLOGI puso más presión sobre los desarrolladores para regresar ciertas novedades a las plataformas originales, lo cual incitaría a subLOGIC a lanzar una nueva versión llamada Flight Simulator 2. Esta versión se asemeja mucho a la versión de Microsoft, eliminar los gráficos de colores sólidos y un nuevo escenario del mundo, pero limitada a algunas áreas de los Estados Unidos
Esta versión introdujo la posibilidad de agregar «add-ons», aunque no de la forma que se hace hoy en día, subLOGIC incluye también funcionalidad para la carga adicional paisaje desde disquetes, lo que permite a un usuario a volar prácticamente en su propio patio trasero.

### Tercera Generación
Aunque todavía llamado Flight Simulator II, se comercializó una versión para Amiga y Atari ST, tales versiones fueron una gran paso adelante que se comparan favorablemente con Microsoft Flight Simulator 3.0.
Características notables incluyen un sistema de ventanas que permite múltiples vistas simultáneas 3D, y (en el Amiga y Atari ST) módem para jugar. La versión para Mac era similar, pero vendidos por Microsoft como «Versión 1,0 para los Apple Macintosh».

## Microsoft Flight Simulator

### Flight Simulator 1.0
En varias ocasiones durante 1982, Microsoft obtiene la licencia para el simulador para PC de IBM (y compatibles). Esta versión fue publicada en noviembre de 1982, como Microsoft Flight Simulator 1.0, y destacó la mejora del motor gráfico, variables meteorológicas y la hora del día, y un nuevo sistema de coordenadas (utilizado por todas las versiones hasta la versión 5).

### Flight Simulator 2.0
En 1984, Microsoft lanzó su versión 2 para PC de IBM. Esta versión no difiere demasiado de MSFS1, los gráficos mejoraron, un avión adicional en forma de Gates Learjet 25, así como una simulación más precisa. El nuevo simulador amplio la cobertura de paisaje para incluir un modelo de todo Estados Unidos, aunque los aeropuertos se han limitado a las mismas zonas como en MSFS1.

### Flight Simulator 3.0
Microsoft Flight Simulator 3 mejoró la experiencia de vuelo, se permitió añadir otros aviones y aeropuertos para simular la zona se encuentran en MSFS2, así como la mejora de alta resolución, y otras características de la Amiga/ST versiones.
Los cuatro aviones fueron simulados los Gates Learjet 25, el Cessna Skylane, el Sopwith Camel y un planeador Schweizer. Microsoft Flight Simulator 3 también permite al usuario personalizar la visualización; múltiples ventanas, mostrando cada uno de los varios puntos de vista, podría ser de tamaño y posición en la pantalla.

### Flight Simulator 4.0
La versión 4 seguida en 1989, e incluye varias mejoras sobre MSFS3. Estos incluyen, entre otros, la mejora de los modelos de aviones, así como una nueva versión renovada del Cessna Skylane, escenario dinámico. La versión básica de FS4 estaba disponible también para Macintosh.

### Flight Simulator 5.0
FS5 es la serie en iniciar la utilización de texturas. Esto permitió FS5 para alcanzar un grado mucho mayor de realismo que la anterior serie de simuladores. Esto también hizo obsoletos todos los add-on paisajes y aeronaves para las versiones anteriores.
El paquete se amplió paisaje (que incluye partes de Europa). Las mejoras se hicieron a los modelos, incluidos aviones, el clima, el sistema de realismo e inteligencia artificial. El sistema de coordenadas introducido en FS1 fue renovado.

#### Flight Simulator 5.1
Se introdujo en 1995, añadiendo la capacidad de gestionar las bibliotecas, incluidas paisaje amplio uso de imágenes de satélite, un rendimiento más rápido y muchos efectos meteorológicos: tormentas, nubes en 3D y la niebla. Esta edición también fue la primera versión que se publicó en CD-ROM.

### Flight Simulator 95
Como Windows 95 fue puesto en venta, una nueva versión (6.0) fue desarrollado para esa plataforma. A pesar de que esta era más o menos solo una parte de la versión DOS (FS5.1), cuenta con una gran mejora de velocidad por cuadro, mejor neblina, y aviones adicionales.

### Flight Simulator 98
FS98 (6.1) se considera generalmente como un "Service Pack", que ofrece pequeñas mejoras, con una excepción notable: el simulador de ahora también incluyó un helicóptero (el Bell 206BIII JetRanger), así como una interfaz mejorada en general para añadir más aviones, escenarios , y sonidos.
La principal justificación para la actualización de la Cessna 182 fue la vuelta a la fabricación de ese modelo a finales del decenio de 1990. El Learjet 45, un jet de negocios también se incluyó, en sustitución del viejo Lear 35, también se incluyó un Boeing 737-400.

### Flight Simulator 2000
FS2000 (7,0) se dio a conocer como una importante mejora con respecto a las versiones anteriores, y también se ofrece en dos versiones: una versión para el usuario "normal" y un "pro" versión con aviones adicionales. A pesar de que muchos usuarios tenían grandes esperanzas cuando llegó esta versión, muchos estaban decepcionados cuando se descubrió que el simulador exigió mucho hardware; los requisitos mínimos son un Pentium 166 MHz, aunque 400-500 MHz se consideró necesario disponer para obtener una tasa de cuadros por segundo decente, se incluyó el Concorde y un Boeing 777-300.

### Flight Simulator 2002
FS2002 (8.0) fue la mayor mejora sobre versiones anteriores, se mejoraron los gráficos, incluyó también el ATC y tráfico aéreo gracias a la Inteligencia artificial, así como también la nueva vista de cabina virtual permitiéndole al usuario poder ver toda la cabina "girando la cabeza". Los usuarios podrían volar junto los aviones controlados por computadora y comunicarse con los aeropuertos. La opción de controlar la tasa de cuadros por segundo fue añadida. En la vista exterior fue introducida un efecto de inercia, induciendo una ilusión de movimiento realista, se introdujo el Boeing 747-400.
Esta nueva versión exigía muchas cosas para su época y venía en dos versiones: una profesional y la otra estándar. La profesional incluía nuevos aeropuertos destacados y era más pesada para instalarla en la PC.
La versión 2002 traía todos los aeropuertos a nivel mundial...
Sin duda esta fue unas de las mejores versiones del simulador de vuelo más famoso, vendido y realista del mundo.

### Flight Simulator 2004: Cien años de aviación
Microsoft Flight Simulator 2004: Cien años de aviación, también conocido como FS9, fue lanzado al mercado con algunos aviones históricos como el Wright Flyer, el Ford Trimotor y el Douglas DC-3 para conmemorar el primer centenario del primer vuelo de los Hermanos Wright (17 de diciembre de 2003). Incluía un motor mejorado para la representación del clima. El motor también permitía que los usuarios descargasen la información real del tiempo meteorológico a partir de los datos transmitidos en tiempo real por las estaciones meteorológicas, lo que le permitía armonizar el tiempo meteorológico simulado con el tiempo meteorológico que estuviese aconteciendo en ese momento en el mundo real.

### Flight Simulator X
Microsoft Flight Simulator X, o FSX, es la décima y la versión actual del simulador de vuelo. Las nuevas características incluyen nuevos aviones, la mejora de apoyo multijugador, incluyendo la capacidad para dos jugadores para volar un solo avión, y los jugadores pueden ocupar la torre de control (solo disponible en la Deluxe Edition), y la mejora de paisajes con mayor resolución de texturas.
También es el primero de la serie que se publicó exclusivamente en DVD debido a limitaciones de espacio. y una de las más recientes versiones de este simulador que está ganando adeptos en todo el mundo debido a sus excelentes gráficos y opciones para los que se están iniciando en este maravilloso mundo de la aviación o simplemente para los aficionados que quieren aprender como se pilota un avión

### Microsoft Flight
Después de que Microsoft cerrase la empresa ACES STUDIO, dedicado al desarrollo de la franquicia Microsoft Flight Simulator, los ingenieros de Microsoft actualmente están desarrollando la nueva entrega que sustituirá las sagas de Microsoft Flight Simulator, cuyo nombre es Microsoft Flight. Su fecha de lanzamiento fue el 29 de febrero de 2012 y tiene mejores cosas que FSX no contaba.

### Microsoft Flight Simulator Steam Edition
Microsoft licenció la distribución de Microsoft Flight Simulator X a través de la plataforma de videojuegos Steam a la compañía Británica DoveTail. Ésta, además de adaptar los protocolos de comunicación para vuelos en modo multijugador a la plataforma Steam, recompiló el simulador y modificó algunas partes del código que otorgaron ciertas mejoras de rendimiento y de estabilidad.

### Microsoft Flight Simulator 2020
Esta es la versión actual y su título oficial es simplemente Microsoft Flight Simulator aunque se la conoce popularmente como Microsoft Flight Simulator 2020 por la fecha de su lanzamiento al mercado, el 18 de agosto de 2020. Se caracteriza por ser la primera versión de esta serie de simuladores en la que el usuario puede pilotar un avión virtual sobre absolutamente cualquier lugar, pueblo o ciudad del planeta Tierra. Además, algunos lugares y ciudades han sido modelizados con gran fidelidad a la realidad mediante una nueva técnica que nunca antes había sido utilizada en estos simuladores: la fotogrametría digital. Por ejemplo, en el momento de la salida al mercado de Microsoft Flight Simulator 2020, la capital de Francia, París, estaba modelizada todavía mediante la técnica habitual de la modelización genérica (y parcialmente aleatoria) de edificios y estructuras mientras que la ciudad estadounidense de Nueva York estaba ya modelizada mediante fotogrametría digital, lo cual garantiza al usuario de Microsoft Flight Simulator 2020 que cuando sobrevuela Nueva York con su simulador, cada edificio que ve en la simulación corresponde a un edificio neoyorquino existente en la realidad.
- Datos: Q1028213